# Culicoides acotylus
Culicoides acotylus är en tvåvingeart som beskrevs av Lutz 1913. Culicoides acotylus ingår i släktet Culicoides och familjen svidknott. Inga underarter finns listade i Catalogue of Life.